# Remontnoje
Remontnoje är en ort i Rostov oblast i södra Ryssland, nära gränsen till Kalmuckien. Remontnoje hade 6 057 invånare enligt 2021 års folkräkning, cirka 1 000 färre än föregående årtionden.